# سیارک ۲۹۷۷
سیارک ۲۹۷۷ (به انگلیسی: 2977 Chivilikhin، نامگذاری:1974SP) دو هزار و نهصد و هفتاد و هفتمین سیارک کشف شده‌است که در ۱۹ سپتامبر ۱۹۷۴ کشف شد.
قدر مطلق سیارک برابر ۱۲٫۷۰ است.